# 埃米爾·迪米特里埃夫
埃米爾·迪米特里埃夫（發音：['emil dimit'riɛf]；1979年3月19日—），是一名马其顿共和国保守主义政治家、马其顿内部革命组织－马其顿民族统一民主党秘書長。2016年1月15日，他接替因按照帕金諾協議而在大選前辭任總理的尼古拉·格魯埃夫斯基，成為马其顿共和国总理。